# Levantamento de peso nos Jogos Paralímpicos de Verão de 2016
As competições de levantamento de peso nos Jogos Paralímpicos de Verão de 2016 serão disputadas entre 8 e 14 de setembro no Riocentro, no Rio de Janeiro, Brasil. Serão disputados 20 eventos, sendo dez categorias masculinas e dez femininas. Os atletas que disputarão o levantamento de peso possuem algum tipo de deficiência nas pernas ou quadril, como paraplegia.

## Eventos
Serão vinte eventos de levantamento de peso, sendo dez categorias para homens e dez para mulheres. Houve algumas alterações após os Jogos Paralímpicos de Verão de 2012.
| Masculino | Masculino | Feminino | Feminino |
| --------- | --------- | -------- | -------- |
| 49 kg     | 80 kg     | 41 kg    | 67 kg    |
| 54 kg     | 88 kg     | 45 kg    | 73 kg    |
| 59 kg     | 97 kg     | 50 kg    | 79 kg    |
| 65 kg     | 107 kg    | 55 kg    | 86 kg    |
| 72 kg     | +107 kg   | 61 kg    | +86 kg   |

## Qualificação
Serão 120 atletas do sexo masculino e 80 atletas do sexo feminino. A maior parte das vagas foram definidas pelo ranking do Comitê Paralímpico Internacional de 29 de fevereiro de 2016.
| Comitê                     | Masculino | Masculino | Masculino | Masculino | Masculino | Masculino | Masculino | Masculino | Masculino | Masculino | Feminino | Feminino | Feminino | Feminino | Feminino | Feminino | Feminino | Feminino | Feminino | Feminino | Total |
| Comitê                     | 49 Kg     | 54 Kg     | 59 Kg     | 65 Kg     | 72 Kg     | 80 Kg     | 88 Kg     | 97 Kg     | 107 Kg    | +107 Kg   | 41 Kg    | 45 Kg    | 50 Kg    | 55 Kg    | 61 Kg    | 67 Kg    | 73 Kg    | 79 Kg    | 86 Kg    | +86 Kg   | Total |
| -------------------------- | --------- | --------- | --------- | --------- | --------- | --------- | --------- | --------- | --------- | --------- | -------- | -------- | -------- | -------- | -------- | -------- | -------- | -------- | -------- | -------- | ----- |
| ALG Argélia                |           |           |           | X         |           |           |           |           |           |           |          |          |          |          |          |          |          |          |          |          | 1     |
| AZE Azerbaijão             |           |           |           | X         |           |           |           |           | X         | X         |          |          |          |          |          |          |          |          |          |          | 3     |
| BRA Brasil                 |           | X         |           |           |           |           | X         |           |           |           |          |          |          |          |          |          |          |          |          |          | 2     |
| CHI Chile                  |           |           | X         |           |           |           |           |           |           |           |          |          |          |          |          |          |          |          |          |          | 1     |
| CHN China                  |           | X         | X         | X         | X         | X         | X         | X         | X         |           | X        | X        | X        | X        | X        | X        |          | X        | X        |          | 16    |
| TPE Taipé Chinês           |           |           |           |           |           |           |           |           |           |           |          |          |          |          | X        |          |          | X        |          |          | 2     |
| COL Colômbia               |           |           |           |           |           | X         |           |           |           |           |          |          |          |          |          |          |          |          |          |          | 1     |
| CIV Costa do Marfim        |           | X         |           |           |           |           |           |           |           |           |          |          |          |          |          |          |          |          |          |          | 1     |
| EGY Egito                  |           |           | X         | X         | X         | X         | X         | X         | X         | X         | X        | X        | X        |          |          | X        | X        | X        | X        | X        | 16    |
| FRA França                 | X         |           |           |           |           |           |           |           |           |           |          |          |          |          |          |          | X        |          |          |          | 2     |
| GBR Grã-Bretanha           |           |           | X         | X         |           |           |           |           |           |           |          | X        |          | X        |          |          |          |          |          |          | 4     |
| GRE Grécia                 |           | X         | X         | X         |           |           |           |           | X         | X         |          |          |          |          |          |          |          |          |          |          | 5     |
| HUN Hungria                | X         |           |           |           |           |           |           |           |           |           |          |          |          |          |          |          |          |          |          |          | 1     |
| IND Índia                  | X         |           |           |           |           |           |           |           |           |           |          |          |          |          |          |          |          |          |          |          | 1     |
| INA Indonésia              |           |           |           |           |           |           |           |           |           |           | X        |          |          |          |          |          |          |          |          |          | 1     |
| IRI Irã                    |           |           |           | X         |           |           | X         | X         | X         | X         |          |          |          |          |          |          |          |          |          |          | 5     |
| IRQ Iraque                 |           |           |           |           | X         |           |           | X         |           |           |          |          |          |          |          |          |          |          |          |          | 2     |
| JOR Jordânia               | X         |           |           |           | X         |           | X         |           | X         | X         |          |          |          |          |          |          |          |          | X        |          | 6     |
| KAZ Cazaquistão            |           |           |           |           |           |           |           |           |           |           |          |          |          |          |          | X        |          |          |          |          | 1     |
| KGZ Quirguistão            |           | X         |           |           |           |           |           |           | X         |           |          |          |          |          |          |          |          |          |          |          | 2     |
| MAS Malásia                |           |           |           |           |           |           |           | X         | X         |           |          |          |          |          |          |          |          |          |          |          | 2     |
| MEX México                 |           |           |           |           |           | X         |           | X         |           |           |          |          | X        | X        |          |          |          | X        | X        |          | 6     |
| MGL Mongólia               |           |           |           |           |           |           | X         |           |           |           |          |          |          |          |          |          |          |          |          |          | 1     |
| NED Países Baixos          |           |           |           |           |           |           |           |           |           |           |          |          |          |          |          |          |          |          |          | X        | 1     |
| NGR Nigéria                | X         | X         | X         |           | X         | X         | X         | X         |           |           | X        | X        |          | X        | X        |          | X        | X        | X        | X        | 15    |
| POL Polônia                |           |           | X         | X         | X         | X         |           |           |           |           |          | X        |          |          | X        |          |          |          |          | X        | 7     |
| RUS Rússia                 | X         |           | X         |           | X         |           |           |           |           | X         |          |          |          | X        | X        | X        | X        | X        | X        | X        | 11    |
| RSA África do Sul          |           |           |           |           |           |           |           |           |           |           |          |          |          |          | X        |          |          |          |          |          | 1     |
| KOR Coreia do Sul          | X         |           |           |           |           |           |           |           |           | X         |          |          |          |          |          | X        |          |          |          | X        | 4     |
| ESP Espanha                |           |           |           |           |           |           |           |           |           |           |          |          | X        |          |          |          |          |          |          |          | 1     |
| TUR Turquia                |           |           |           |           |           | X         |           |           |           |           | X        |          |          |          |          | X        |          |          |          |          | 3     |
| TKM Turcomenistão          |           |           |           |           | X         |           |           |           |           |           |          |          |          |          |          |          | X        |          |          |          | 2     |
| UKR Ucrânia                |           | X         |           |           |           |           |           | X         |           |           | X        | X        | X        | X        | X        |          | X        |          |          |          | 8     |
| UAE Emirados Árabes Unidos |           |           |           |           |           |           | X         |           |           | X         |          |          |          |          |          |          |          |          |          |          | 2     |
| UZB Uzbequistão            |           |           |           |           |           | X         |           |           |           |           |          |          |          |          |          |          |          |          |          |          | 1     |
| VIE Vietnã                 | X         | X         |           |           |           |           |           |           |           |           |          |          | X        |          |          |          |          |          |          |          | 3     |
| Total                      | 8         | 8         | 8         | 8         | 8         | 8         | 8         | 8         | 8         | 8         | 6        | 6        | 6        | 6        | 7        | 6        | 6        | 6        | 6        | 6        | 141   |

## Medalhistas

### Evento masculino
| Evento                    | Ouro                                       | Prata                      | Bronze                              |
| ------------------------- | ------------------------------------------ | -------------------------- | ----------------------------------- |
| 49 kg (Detalhes)          | Lê Văn Công VIE Vietnã                     | Omar Qarada JOR Jordânia   | Nandor Tunkel HUN Hungria           |
| 54 kg (Detalhes)          | Roland Ezuruike NGR Nigéria                | Wang Jian CHN China        | Dimitrios Bakochristos GRE Grécia   |
| 59 kg (Detalhes)          | Sherif Othman EGY Egito                    | Ali Jawad GBR Grã-Bretanha | Yang Quanxi CHN China               |
| 65 kg (Detalhes)          | Paul Kehinde NGR Nigéria                   | Hu Peng CHN China          | Shaaban Ibrahim EGY Egito           |
| 72 kg (Detalhes)          | Liu Lei CHN China                          | Rasool Mohsin IRQ Iraque   | Nnamdi Innocent NGR Nigéria         |
| 80 kg (Detalhes)          | Majid Farzin IRI Irã                       | Gu Xiaofei CHN China       | Akhror Bozorov UZB Uzbequistão      |
| 88 kg (Detalhes)          | Mohammed Khalaf UAE Emirados Árabes Unidos | Evanio Da Silva BRA Brasil | Sodnompiljee Enkhbayar MGL Mongólia |
| 97 kg (Detalhes)          | Mohamed Eldib EGY Egito                    | Qi Dong CHN China          | Jose de Jesus Castillo MEX México   |
| 107 kg (Detalhes)         | Pavlos Mamalos GRE Grécia                  | Mohamed Ahmed EGY Egito    | Ali Sadeghzadeh IRI Irã             |
| Mais de 107 kg (Detalhes) | Siamand Rahman IRI Irã                     | Amr Mosaad EGY Egito       | Jamil Elshebli JOR Jordânia         |

### Evento feminino
| Evento                   | Ouro                         | Prata                                | Bronze                             |
| ------------------------ | ---------------------------- | ------------------------------------ | ---------------------------------- |
| 41 kg (Detalhes)         | Nazmiye Muratlı TUR Turquia  | Zhe Cui CHN China                    | Ni Nengah Widiasih INA Indonésia   |
| 45 kg (Detalhes)         | Hu Dandan CHN China          | Latifat Tijani NGR Nigéria           | Zoe Newson GBR Grã-Bretanha        |
| 50 kg (Detalhes)         | Lidiia Soloviova UKR Ucrânia | Rehab Ahmed EGY Egito                | Dang Thi Linh Phuong VIE Vietnã    |
| 55 kg (Detalhes)         | Amalia Pérez MEX México      | Esther Oyema NGR Nigéria             | Xiao Cuijuan CHN China             |
| 61 kg (Detalhes)         | Lucy Ejike NGR Nigéria       | Fatma Omar EGY Egito                 | Yang Yan CHN China                 |
| 67 kg (Detalhes)         | Tan Yujiao CHN China         | Raushan Koishibayeva KAZ Cazaquistão | Amal Mahmoud EGY Egito             |
| 73 kg (Detalhes)         | Ndidi Nwosu NGR Nigéria      | Souhad Ghazouani FRA França          | Amany Ali EGY Egito                |
| 79 kg (Detalhes)         | Bose Omolayo NGR Nigéria     | Xu Lili CHN China                    | Lin Tzu-hui TPE Taipé Chinês       |
| 86 kg (Detalhes)         | Randa Mahmoud EGY Egito      | Tharwah Alhajaj JOR Jordânia         | Catalina Diaz Vilchis MEX México   |
| Mais de 86 kg (Detalhes) | Josephine Orji NGR Nigéria   | Marzena Zieba POL Polônia            | Melaica Tuinfort NED Países Baixos |

### Quadro de medalhas
País sede destacado
| Ordem | País                       | Medalha de ouro | Medalha de prata | Medalha de bronze |    |
| ----- | -------------------------- | --------------- | ---------------- | ----------------- | -- |
| 1     | NGR Nigéria                | 6               | 2                | 1                 | 9  |
| 2     | CHN China                  | 3               | 6                | 3                 | 12 |
| 3     | EGY Egito                  | 3               | 4                | 3                 | 10 |
| 4     | IRI Irã                    | 2               |                  | 1                 | 3  |
| 5     | MEX México                 | 1               |                  | 2                 | 3  |
| 6     | GRE Grécia                 | 1               |                  | 1                 | 2  |
|       | VIE Vietnã                 | 1               |                  | 1                 | 2  |
| 8     | TUR Turquia                | 1               |                  |                   | 1  |
|       | UKR Ucrânia                | 1               |                  |                   | 1  |
|       | UAE Emirados Árabes Unidos | 1               |                  |                   | 1  |
| 11    | JOR Jordânia               |                 | 2                | 1                 | 3  |
| 12    | GBR Grã-Bretanha           |                 | 1                | 1                 | 2  |
| 13    | BRA Brasil                 |                 | 1                |                   | 1  |
|       | FRA França                 |                 | 1                |                   | 1  |
|       | IRQ Iraque                 |                 | 1                |                   | 1  |
|       | KAZ Cazaquistão            |                 | 1                |                   | 1  |
|       | POL Polônia                |                 | 1                |                   | 1  |
| 18    | HUN Hungria                |                 |                  | 1                 | 1  |
|       | INA Indonésia              |                 |                  | 1                 | 1  |
|       | MGL Mongólia               |                 |                  | 1                 | 1  |
|       | NED Países Baixos          |                 |                  | 1                 | 1  |
|       | TPE Taipé Chinês           |                 |                  | 1                 | 1  |
|       | UZB Uzbequistão            |                 |                  | 1                 | 1  |
| TOTAL | TOTAL                      | 20              | 20               | 20                | 60 |